# Chủ tịch Viện Dân biểu Bolivia
Chủ tịch Viện Dân biểu Bolivia là người đứng đầu hạ viện của Hội đồng Lập pháp Đa dân tộc của Bolivia. Người giữ chức vụ này được bầu và phục vụ theo nhiệm kỳ một năm.
Dưới đây là danh sách những người từng giữ chức vụ này.
| Tên                             | Nhận nhiệm sở      | Rời nhiệm sở       | Chú thích                   |
| ------------------------------- | ------------------ | ------------------ | --------------------------- |
| José Mariano Serrano            | 10 Tháng 6, 1825   | 6 Tháng 10, 1825   | Chủ tịch Quốc hội           |
| Casimiro Olañeta                | 25 Tháng 5, 1826   | 1826               | [ 1 ] [ 4 ]                 |
| Matías Terrazas                 | 1826               | 1826               | [ 1 ]                       |
| Juan Manuel Mercado             | 1826               | 1826               | [ 1 ]                       |
| Eusebio Gutiérrez               | 1826               | Tháng 12, 1826     | [ 1 ]                       |
| José María Pérez de Urdininea   | Tháng 12, 1826     | Tháng 12, 1826     | [ 1 ] [ 5 ]                 |
| Mariano Guzmán                  | Tháng 12, 1826     | Tháng 8, 1828 - ?  | [ 1 ] [ 4 ] [ 6 ]           |
| Crispin Díez de Medina          | 1828               | 1828 - ?           | [ 1 ]                       |
| Narciso Dulón                   | ?                  | ? - 1831           | [ 1 ]                       |
| Miguel María de Aguirre         | 24 Tháng 6, 1831   | Tháng 7, 1831 - ?  | [ 1 ] [ 7 ] [ 8 ]           |
| Casimiro Olañeta                | ? - Tháng 8, 1831  | Tháng 8, 1831 - ?  | [ 7 ] [ 9 ]                 |
| José María Dalence              | Tháng 9, 1831      | 1831 - ?           | [ 9 ]                       |
| Mariano Enrique Calvo           | ?                  | 1832               | [ 1 ]                       |
| José Eustaquio Eguivar          | 1832               | 6 Tháng 11, 1832   | [ 1 ] [ 10 ]                |
| José Ballivián                  | ? - Tháng 10, 1833 | Tháng 11, 1834 - ? | [ 9 ] [ 11 ]                |
| Manuel Estéban Ponce de León    | ?                  | ?                  | [ 12 ]                      |
| José Lorenzo Maldonado          | ? - 1835           | 1835 - ?           | [ 12 ] [ 13 ]               |
| Fermín Eyzaguirre               | ?                  | ?                  | [ 12 ]                      |
| Manuel Sánchez de Velasco       | ?                  | ?                  | [ 12 ]                      |
| José Mariano Serrano            | ? - Tháng 6, 1839  | Tháng 10, 1839     | [ 7 ] [ 14 ]                |
| José Maria Linares              | Tháng 10, 1839     | Tháng 11, 1839     | [ 15 ]                      |
| Gregorio Reinolds               | Tháng 11, 1839     | Tháng 11, 1839 - ? | [ 16 ]                      |
| Manuel Fernando Bacaflor        | ? - Tháng 10, 1840 | Tháng 11, 1840 - ? | [ 17 ]                      |
| Manuel Escobar                  | ? - Tháng 4, 1843  | Tháng 4, 1843      | [ 1 ]                       |
| Manuel Hermenegildo Guerra      | Tháng 4, 1843      | Tháng 6, 1843      | Chủ tịch Hội nghị Quốc gia  |
| José Lorenzo Maldonado          | ? - 1844           | 1845 - ?           | [ 18 ]                      |
| Rafael Bustillos                | ?                  | Tháng 10, 1846     | [ 9 ] [ 19 ]                |
| Mariano Ballivián               | Tháng 10, 1846     | 1847 - ?           | [ 9 ] [ 20 ] [ 21 ]         |
| Manuel de la Cruz Méndez        | ? - 1847           | 1847 - ?           | [ 22 ]                      |
| José María Linares              | ? - Tháng 9, 1848  | Tháng 9, 1848 - ?  | [ 22 ] [ 23 ]               |
| Manuel Macedonio Salinas        | ?                  | ?                  | [ 22 ]                      |
| Hilarión Fernandez              | ? - Tháng 10, 1848 | Tháng 10, 1848 - ? | [ 24 ]                      |
| Juan Crisóstomo Unzueta         | ? - Tháng 10, 1850 | Tháng 10, 1850 - ? | [ 12 ] [ 25 ]               |
| Melchor Urquidi                 | Tháng 7, 1851      | Tháng 8, 1851      | Chủ tịch Hội nghị Quốc gia  |
| Juan de la Cruz Cisneros        | Tháng 8, 1851      | Tháng 11, 1851     | Chủ tịch Hội nghị Quốc gia  |
| Emeterio Villamil               | 1857               | 1861               | [ 27 ]                      |
| Manuel José Cortés              | ? - Tháng 6, 1861  | Tháng 6, 1861 - ?  | [ 22 ] [ 28 ]               |
| José Manuel de la Reza          | ? - Tháng 7, 1861  | Tháng 7, 1861 - ?  | [ 29 ]                      |
| Adolfo Ballivián                | ? - Tháng 8, 1861  | Tháng 8, 1861 - ?  | [ 22 ] [ 28 ]               |
| Manuel Laguna                   | ?                  | ?                  | [ 22 ]                      |
| Policarpo Eyzaguirre            | ? - 1863           | 1863               | [ 9 ] [ 22 ]                |
| José Vicente Dorado             | 1863               | 1863 - ?           | [ 9 ]                       |
| Lucas Mendoza de La Tapia       | ? - Tháng 8, 1864  | Tháng 10, 1864     | [ 22 ] [ 30 ]               |
| Agustín Aspiazu                 | Tháng 10, 1864     | 1868 - ?           | [ 22 ] [ 30 ]               |
| Manuel José Rivera              | Tháng 8, 1868      | Tháng 10, 1868     | [ 7 ]                       |
| José Raimundo Taborga           | ? - Tháng 10, 1868 | Tháng 9, 1870 - ?  | [ 22 ] [ 31 ] [ 32 ]        |
| Ricardo Mujía                   | ?                  | ?                  | [ 22 ]                      |
| Tomás Frías Ametller            | ? - Tháng 6, 1871  | Tháng 7, 1871 - ?  | Chủ tịch Hội đồng Hiến pháp |
| Agustín Aspiazu                 | ? - Tháng 8, 1871  | Tháng 9, 1871 - ?  | Chủ tịch Hội đồng Hiến pháp |
| Mariano Reyes Cardona           | ? - Tháng 10, 1871 | Tháng 10, 1871 - ? | Chủ tịch Hội đồng Hiến pháp |
| José Manuel del Carpio          | ? - Tháng 8, 1872  | Tháng 9, 1872      | [ 36 ]                      |
| Mariano Baptista                | Tháng 9, 1872      | Tháng 10, 1872     | [ 22 ] [ 37 ]               |
| Tomás Frías Ametller            | Tháng 10, 1872     | Tháng 11, 1872     | [ 22 ] [ 38 ]               |
| Juan de Dios Bosque             | Tháng 11, 1872     | Tháng 12, 1872     | [ 9 ] [ 22 ] [ 39 ]         |
| José Manuel Carpio              | ?                  | 1873               | [ 22 ]                      |
| Daniel Calvo Gómez              | ? - Tháng 5, 1873  | Tháng 5, 1873      | [ 22 ] [ 40 ]               |
| José Manuel Rendon              | Tháng 5, 1873      | Tháng 6, 1873 - ?  | [ 22 ] [ 41 ]               |
| Genaro Palazuelos               | ? - Tháng 10, 1873 | Tháng 11, 1873 - ? | [ 22 ]                      |
| Belisario Salínas               | ? - Tháng 8, 1874  | Tháng 9, 1874 - ?  | [ 42 ]                      |
| Agustín Aspiazu                 | ? - Tháng 9, 1874  | Tháng 10, 1874     | [ 43 ]                      |
| Martín Lanza                    | Tháng 10, 1874     | Tháng 11, 1874     | [ 22 ] [ 44 ]               |
| Serapio Reyes Ortiz             | Tháng 11, 1874     | Tháng 12, 1874 - ? | [ 9 ]                       |
| Belisario Salinas               | Tháng 7, 1877      | Tháng 11, 1877     | [ 22 ]                      |
| Mariano Reyes Cardona           | Tháng 11, 1877     | Tháng 12, 1877 - ? | [ 22 ]                      |
| Antonio Quijarro                | ? - Tháng 2, 1878  | Tháng 2, 1878 - ?  | [ 22 ]                      |
| Ricardo José Bustamante         | ? - Tháng 7, 1878  | Tháng 7, 1878 - ?  | [ 22 ] [ 45 ]               |
| Rudecindo Carvajal              | Tháng 5, 1880      | Tháng 6, 1880 - ?  | Chủ tịch Hội nghị Quốc gia  |
| Nataniel Aguirre                | ? - Tháng 10, 1880 | Tháng 10, 1880     | Chủ tịch Hội nghị Quốc gia  |
| Mariano Baptista                | Tháng 10, 1880     | Tháng 8, 1881      | Chủ tịch Hội nghị Quốc gia  |
| Juan Francisco Velarde          | Tháng 8, 1882      | Tháng 8, 1883      | [ 46 ]                      |
| Belisario Boeto                 | Tháng 8, 1883      | Tháng 8, 1884      | [ 47 ]                      |
| Isaac TaTháng 5,o               | Tháng 8, 1884      | Tháng 8, 1886      | [ 9 ]                       |
| Jenaro Sanjinés                 | Tháng 8, 1886      | Tháng 8, 1888      | [ 9 ]                       |
| Manuel José Fernandez           | Tháng 8, 1888      | Tháng 8, 1889      | [ 9 ]                       |
| Jenaro Sanjinés                 | Tháng 8, 1889      | Tháng 8, 1890      |                             |
| Daniel G. Quiroga               | Tháng 8, 1890      | Tháng 8, 1891      | [ 9 ]                       |
| Lisandro Quiroga                | Tháng 8, 1891      | Tháng 8, 1892      | [ 9 ]                       |
| Joaquín Eusebio Herrero         | Tháng 8, 1892      | Tháng 8, 1894      | [ 9 ] [ 48 ]                |
| Sabino Pinilla Vargas           | Tháng 8, 1894      | Tháng 8, 1895      | [ 9 ] [ 49 ]                |
| Federico Zuazo                  | Tháng 8, 1895      | Tháng 8, 1896      | [ 9 ]                       |
| José Santos Machicado           | Tháng 8, 1896      | Tháng 8, 1898      | [ 9 ]                       |
| José María Urdininea            | Tháng 8, 1898      | Tháng 11, 1898     |                             |
| Pastor Sainz Cossío             | Tháng 10, 1899     | Tháng 5, 1900      | Chủ tịch Hội nghị Quốc gia  |
| Belisario Salinas               | Tháng 5, 1900      | Tháng 8, 1900      | Chủ tịch Hội nghị Quốc gia  |
| Luis Sainz                      | Tháng 8, 1900      | Tháng 8, 1901      | [ 52 ]                      |
| Carlos V. Romero                | Tháng 8, 1901      | Tháng 8, 1902      |                             |
| Venancio Jiménez                | Tháng 8, 1902      | Tháng 8, 1903      | [ 3 ]                       |
| Benedicto Goytia                | Tháng 8, 1903      | Tháng 8, 1904      | [ 9 ]                       |
| José Santos Quinteros           | Tháng 8, 1904      | Tháng 8, 1905      | [ 9 ] [ 53 ]                |
| Manuel Vergara                  | Tháng 8, 1905      | Tháng 10, 1905     | [ 54 ]                      |
| Benjamin Calderón               | Tháng 10, 1905     | Tháng 8, 1906      | [ 55 ]                      |
| Constantino Morales             | Tháng 8, 1906      | Tháng 11, 1906     | [ 56 ]                      |
| Rosendo Villalobos              | Tháng 11, 1906     | Tháng 8, 1907      | [ 57 ]                      |
| Rafael Berthin                  | Tháng 8, 1907      | Tháng 12, 1907     | [ 58 ]                      |
| C. Flores Quintela              | Tháng 12, 1907     | Tháng 8, 1908      | [ 59 ]                      |
| Angel Díez de Medina            | Tháng 8, 1908      | Tháng 10, 1908     | [ 60 ]                      |
| Isaac Araníbar                  | Tháng 10, 1908     | Tháng 8, 1909      | [ 61 ]                      |
| Belisario Velasco V.            | Tháng 8, 1909      | Tháng 12, 1909     | [ 62 ]                      |
| Adolfo Ortega                   | Tháng 12, 1909     | Tháng 2, 1910      | [ 63 ]                      |
| Julio Calvo                     | Tháng 8, 1910      | 1910 - ?           |                             |
| José Carrasco Torrico           | ? - Tháng 8, 1910  | Tháng 9, 1911 - ?  | [ 9 ] [ 64 ]                |
| Ricardo Cortés                  | ? - Tháng 10, 1911 | Tháng 11, 1911 - ? | [ 9 ]                       |
| José Antezana                   | ? - 1912           | 1912 - ?           | [ 9 ]                       |
| José Carrasco Torrico           | ? - Tháng 8, 1913  | Tháng 8, 1913 - ?  | [ 65 ]                      |
| Carlos Calvo Calbimontes        | 1914               | 1915               | [ 66 ]                      |
| José Gutiérrez Guerra           | ? - Tháng 8, 1915  | Tháng 11, 1915 - ? | [ 67 ]                      |
| Plácido Sánchez Balcázar        | ? - 1916           | Tháng 12, 1916 - ? | [ 9 ]                       |
| José Luis Tejada Sorzano        | ? - Tháng 8, 1917  | Tháng 12, 1917 - ? | [ 9 ]                       |
| Abdón Saavedra                  | Tháng 8, 1918      | Tháng 8, 1919      | [ 68 ]                      |
| Carlos Calvo Calbimontes        | Tháng 8, 1919      | Tháng 2, 1920 - ?  | [ 9 ] [ 66 ] [ 69 ]         |
| José María Escalier             | Tháng 12, 1920     | Tháng 6, 1921      | Chủ tịch Hội nghị Quốc gia  |
| Manuel Rigoberto Paredes Iturri | Tháng 11, 1921     | 1923               | [ 3 ]                       |
| Pedro Gutiérrez                 | 1923               | 1924               |                             |
| David Alvéstegui                | ? - Tháng 11, 1924 | 1925               | [ 70 ]                      |
| Flavio Abastoflor               | ? - Tháng 10, 1925 | Tháng 3, 1926 - ?  | [ 71 ]                      |
| Héctor Suárez Ramos             | 1926               | 1927               |                             |
| Constantino Carrión Valencia    | 1927               | 1928               | [ 72 ]                      |
| Daniel Bilbao Rioja             | 1928               | Tháng 8, 1929 - ?  | [ 3 ] [ 73 ]                |
| Carlos Salinas AraTháng 5,o     | ?                  | 17 Tháng 12, 1929  | [ 3 ]                       |
| Franz TaTháng 5,o               | Tháng 2, 1931      | Tháng 8, 1931      | [ 9 ] [ 74 ]                |
| Gustavo Ríos Bridoux            | Tháng 8, 1931      | Tháng 8, 1932      | [ 9 ] [ 75 ] [ 76 ]         |
| Enrique González Duarte         | Tháng 8, 1932      | Tháng 8, 1933      |                             |
| Franz TaTháng 5,o               | Tháng 8, 1933      | Tháng 3, 1935      | [ 9 ] [ 77 ] [ 78 ]         |
| José Barrero                    | Tháng 3, 1935      | Tháng 8, 1935      | [ 79 ] [ 80 ]               |
| Fidel Anze Soria                | Tháng 8, 1935      | Tháng 5, 1936      | [ 81 ]                      |
| Renato Riverin                  | Tháng 5, 1938      | Tháng 10, 1938     | Chủ tịch Hội nghị Quốc gia  |
| Rafael de Ugarte                | Tháng 4, 1940      | Tháng 8, 1941      | [ 9 ] [ 82 ] [ 83 ]         |
| Jorge Aráoz Campero             | Tháng 8, 1941      | Tháng 8, 1942      | [ 9 ]                       |
| Demetrio Canelas                | Tháng 8, 1942      | Tháng 8, 1943      | [ 9 ] [ 84 ]                |
| Enrique Baldivieso              | Tháng 8, 1943      | Tháng 12, 1943     | [ 9 ] [ 85 ] [ 86 ]         |
| Franz TaTháng 5,o               | Tháng 8, 1944      | Tháng 12, 1944     | Chủ tịch Hội nghị Quốc gia  |
| Julián Montellano               | Tháng 7, 1945      | Tháng 10, 1945     | Chủ tịch Hội đồng Hiến pháp |
| José Antonio Arze               | Tháng 3, 1947      | Tháng 8, 1947      | [ 9 ] [ 87 ]                |
| Antonio Landívar Ribera         | Tháng 8, 1947      | Tháng 12, 1948     | [ 88 ] [ 89 ]               |
| Alberto Salinas López           | Tháng 12, 1948     | Tháng 8, 1949      | [ 90 ]                      |
| Luis Ponce Lozada               | Tháng 8, 1949      | Tháng 8, 1950      | [ 9 ] [ 91 ]                |
| Lucio Lanza Solares             | Tháng 8, 1950      | Tháng 11, 1950     | [ 9 ] [ 92 ]                |
| Renán Castrillo Justiniano      | Tháng 8, 1956      | Tháng 8, 1957      | [ 9 ] [ 93 ]                |
| Juan Sanjinés Ovando            | Tháng 8, 1957      | Tháng 5, 1958 - ?  | [ 9 ] [ 94 ]                |
| Germán Quiroga Galdo            | Tháng 8, 1958      | Tháng 8, 1959      | [ 95 ]                      |
| Juan Sanjinés Ovando            | ? - Tháng 9, 1959  | Tháng 12, 1959 - ? | [ 9 ] [ 96 ]                |
| Ernesto Ayala Mercado           | Tháng 8, 1960      | Tháng 8, 1961      | [ 97 ] [ 98 ]               |
| Edil Sandoval Morón             | Tháng 8, 1961      | Tháng 8, 1962      |                             |
| Jorge Flores Arías              | Tháng 8, 1962      | Tháng 8, 1963      | [ 99 ]                      |
| Juan Sanjinés Ovando            | Tháng 8, 1963      | Tháng 11, 1964     | [ 100 ]                     |
| Jorge Ríos Gamarra              | Tháng 8, 1966      | Tháng 8, 1968      |                             |
| Franz Ondarza Linares           | Tháng 8, 1968      | Tháng 8, 1969      |                             |
| Jorge Ríos Gamarra              | Tháng 8, 1969      | Tháng 9, 1969      |                             |
| Lidia Gueiler Tejada            | Tháng 8, 1979      | Tháng 11, 1979     |                             |
| José Zegarra Cerruto            | Tháng 11, 1979     | Tháng 7, 1980      |                             |
| Samuel Gallardo Lozada          | Tháng 10, 1982     | Tháng 8, 1983      | [ 101 ]                     |
| Gualberto Claure Ortuño         | Tháng 8, 1983      | Tháng 8, 1984      | [ 101 ]                     |
| Samuel Gallardo Lozada          | Tháng 8, 1984      | Tháng 8, 1985      | [ 101 ]                     |
| Gastón Encinas Valverde         | Tháng 8, 1985      | Tháng 8, 1986      | [ 101 ]                     |
| Willy Vargas Vacaflor           | Tháng 8, 1986      | Tháng 8, 1988      | [ 101 ]                     |
| Walter Soriano Lea Plaza        | Tháng 8, 1988      | Tháng 8, 1989      | [ 101 ]                     |
| Fernando Kieffer Guzmán         | Tháng 8, 1989      | Tháng 8, 1991      | [ 101 ]                     |
| Gastón Encinas Valverde         | Tháng 8, 1991      | Tháng 8, 1993      | [ 101 ]                     |
| Guillermo Bedregal Gutiérrez    | Tháng 8, 1993      | Tháng 8, 1994      | [ 101 ]                     |
| Javier Campero Paz              | Tháng 8, 1994      | Tháng 8, 1995      | [ 101 ]                     |
| Guillermo Bedregal Gutiérrez    | Tháng 8, 1995      | Tháng 8, 1996      | [ 101 ]                     |
| Georg Prestel Kern              | Tháng 8, 1996      | Tháng 8, 1997      | [ 101 ]                     |
| Hormando Vaca Diez              | Tháng 8, 1997      | Tháng 8, 1998      | [ 101 ]                     |
| Hugo Arturo Carvajal Donoso     | Tháng 8, 1998      | Tháng 8, 2000      | [ 101 ]                     |
| Jaalil Melgar Mustafá           | Tháng 8, 2000      | Tháng 8, 2001      | [ 101 ]                     |
| Luis Vásquez Villamor           | Tháng 8, 2001      | Tháng 8, 2002      | [ 101 ]                     |
| Guido Áñez Moscoso              | Tháng 8, 2002      | Tháng 8, 2003      | [ 101 ]                     |
| Oscar Arrien Sandoval           | Tháng 8, 2003      | Tháng 8, 2004      | [ 101 ]                     |
| Mario Cossío Cortéz             | Tháng 8, 2004      | Tháng 8, 2005      | [ 101 ]                     |
| Norah Soruco de Salvatierra     | Tháng 8, 2005      | Tháng 1, 2006      | [ 101 ]                     |
| Edmundo Novillo Aguilar         | Tháng 1, 2006      | Tháng 1, 2010      | [ 101 ]                     |
| Héctor Enrique Arcé Zaconeta    | Tháng 1, 2010      | Tháng 1, 2012      | [ 102 ]                     |
| Rebeca Delgado                  | Tháng 1, 2012      | Tháng 1, 2013      | [ 102 ]                     |
| Betty Tejada                    | Tháng 1, 2013      | Tháng 1, 2014      |                             |
| Marcelo Elío Chávez             | Tháng 1, 2014      | Tháng 1, 2015      |                             |
| Gabriela Montaño                | Tháng 1, 2015      | Tháng 1, 2019      | [ 103 ]                     |
| Víctor Borda                    | Tháng 1, 2019      | Tháng 11, 2019     | [ 104 ]                     |
| Sergio Choque                   | 14 tháng 11, 2019  | 3 tháng 11, 2020   | [ 105 ]                     |
| Freddy Mamani Laura             | 3 tháng 11, 2020   | 4 tháng 11, 2022   |                             |
| Jerges Mercado Suárez           | 4 tháng 11, 2022   |                    |                             |